# Viviers (Mosella)
Viviers è un comune francese di 113 abitanti situato nel dipartimento della Mosella nella regione del Grand Est.

## Società

### Evoluzione demografica
Abitanti censiti